# Crossover thrash
Crossover thrash, sovint abreujada com crossover, és una forma de thrash metal amb més elements de hardcore punk que el thrash tradicional. Segons l'Encyclopaedia Metallum, el terme va ser creat per la formació Dirty Rotten Imbeciles amb al seu àlbun Crossover, llençat el 1987.

## Formacions notables de crossover thrash
- The Accüsed
- Agnostic Front
- Attitude Adjustment
- Beowülf
- Blunt Force Trauma
- Body Count
- Carnivore
- Cavalera Conspiracy
- Corrosion of Conformity
- Cro-Mags
- The Crucified
- Crumbsuckers
- Death by Stereo
- Dirty Rotten Imbeciles
- D.Y.S.
- Electro Hippies
- The Exploited
- Gama Bomb
- GWAR
- Hellbastard
- Hirax
- Leeway
- Lobotomía
- M.O.D.
- Municipal Waste
- Nuclear Assault
- Ratos de Porão
- Send More Paramedics
- Soziedad Alkohólika
- SSD
- Stormtroopers of Death
- The Stupids
- Suicidal Tendencies
- Superjoint Ritual
- Tankard
- This Is Hell
- Demencia (Costa Rica)